# Qosţīnlār
Qosţīnlār (persiska: قسطينلار) är en ort i Iran.   Den ligger i provinsen Qazvin, i den nordvästra delen av landet, 130 km nordväst om huvudstaden Teheran. Qosţīnlār ligger 1 548 meter över havet och antalet invånare är 175.
Terrängen runt Qosţīnlār är huvudsakligen kuperad, men österut är den bergig.Runt Qosţīnlār är det ganska tätbefolkat, med 108 invånare per kvadratkilometer. Närmaste större samhälle är Rāzmīān, 14,3 km norr om Qosţīnlār. Trakten runt Qosţīnlār består i huvudsak av gräsmarker.